# Окума

37°24′16″ пн. ш. 140°59′1″ сх. д. / 37.40444° пн. ш. 140.98361° сх. д.
О́кума (яп. 大熊町, おおくままち, МФА: [oːkuma mat͡ɕi̥]) — містечко в Японії, в повіті Футаба префектури Фукусіма. Розташоване на сході префектури, на березі Тихого океану. Утворене 1954 року. Основою економіки є сільське господарство та рибальство. В містечку працювали 1 — 4 енергоблоки Першої фукусімської атомної електростанції. Станом на 1 жовтня 2008 площа містечка становила 78,70 км². Станом на 1 січня 2009 населення містечка становило 11 180 осіб.